# Mimohecyra
Mimohecyra is een kevergeslacht uit de familie van de boktorren (Cerambycidae). De wetenschappelijke naam van het geslacht werd voor het eerst geldig gepubliceerd in 1966 door Breuning.

## Soorten
Mimohecyra is monotypisch en omvat slechts de volgende soort:
- Mimohecyra hiekei Breuning, 1966